# سرخس‌های لبی
سرخس‌های لبی (نام علمی: Cheilanthes) نام یک سرده از تیره پرسرخسیان است.